# Outer Wilds
Outer Wilds (engl., wörtlich: Äußere Wildnis) ist ein Videospiel des Genres Action-Adventure von dem US-amerikanischen Spieleentwickler Mobius Digital. Es wurde durch den Spielepublisher Annapurna Interactive auf dem PC für Microsoft Windows sowie auf den Spielkonsolen Xbox One und PlayStation 4 im Jahr 2019 veröffentlicht. Eine Version für die Spielkonsole Nintendo Switch wurde 2021 angekündigt und ist am 7. Dezember 2023 erschienen. Am 15. September 2022 erschien es für PlayStation 5 und Xbox Series.
Der Spieler erkundet ein Planetensystem und steckt dabei in einer 22-minütigen Zeitschleife fest, die endet, wenn die Sonne zur Supernova wird und alles Leben auslöscht. Der Spieler wiederholt diesen Zyklus ständig, indem er Wissen erlangt, das ihm in späteren Schleifen helfen kann.
Das Spiel wurde durchweg von der Kritik gelobt und für zahlreiche Preise nominiert und ausgezeichnet, unter anderem für das „Beste Spiel des Jahres“.
2021 erschien eine Erweiterung namens Echoes of the Eye (engl., wörtlich: Echos des Auges), die die Spielwelt erweitert und weitere Handlungsstränge hinzufügt.

## Spielmechanik
Outer Wilds wird zum Genre „Action-Adventure“ gezählt. Der Spieler übernimmt die Rolle eines namenlosen Astronauten einer unbekannten außerirdischen Rasse aus der Egoperspektive und erkundet ein unerforschtes Planetensystem. Die Spielfigur steckt dabei in einer Zeitschleife fest, die zurückgesetzt wird, wenn der Stern nach 22 Minuten in einer Supernova explodiert oder er davor stirbt. Nach jedem Neubeginn startet er wieder von seinem Heimatplaneten. Der Spieler wird dazu angeregt den Grund für die Zeitschleife herauszufinden, indem er den Geheimnissen einer ausgestorbenen außerirdischen Rasse folgt, die das System vor Tausenden von Jahren besuchte und bewohnte.

### Spielwelt
Die Spielwelt besteht aus einem Planetensystem in dessen Mitte sich ein Stern befindet, ähnlich der Sonne im Sonnensystem, und um den mehrere Planeten, eine Sonnenstation, Satelliten und ein großer Komet kreisen. Die Planeten unterscheiden sich thematisch voneinander, so gibt es beispielsweise einen komplett mit Wasser bedeckten Planeten, einen Sandwüstenplanet, einen Steinwüstenplaneten und einen Planeten, der mit der Zeit von einem schwarzen Loch verschlungen wird. Der Heimplanet des Spielers ist dabei der Erde sehr ähnlich und besitzt ebenfalls einen Mond, der ihn umkreist. Die Planeten sind verglichen zu realen Planeten deutlich kleiner, sodass der Spieler diese innerhalb von wenigen Minuten umrunden kann. Der Abstand zwischen den Planeten beträgt dabei nur wenige Kilometer, wodurch mithilfe eines Raumschiffs innerhalb kurzer Zeit zwischen diesen gewechselt werden kann.
Der zentrale Stern, im Spiel ebenfalls Sonne genannt, verändert im Laufe einer Zeitschleife seine Größe, indem er mehrere Stadien eines Sterns durchläuft. Zu Beginn hat er die normale Größe eines Sterns, wächst dann aber zu einem Unterriesen, weiter zu einem Roten Riesen und fällt dann zu einem Weißen Zwerg zusammen, um abschließend als Supernova zu explodieren und alles Leben auszulöschen. Das Wachstum hat dabei nicht nur durch die Explosion Auswirkungen auf den Spielverlauf, sondern verschlingt dabei die nahe Sonnenstation und den Kometen, sodass diese Orte nur zu Beginn der Zeitschleife besucht werden können.
Das Fortschreiten der Zeit hat auch deutliche Auswirkungen auf die Planeten, welche sich während der 22 Minuten verändern. So gibt es zum Beispiel ein Paar von Planeten, die so nahe umeinander kreisen, dass Sand von einem Planeten auf den anderen geschleudert wird und dessen Höhlensystem später in der Zeitschleife unzugänglich wird.

### Ausrüstung
Für die Erkundung besitzt der Spieler ein Raumschiff, mit dem er sich im gesamten Planetensystem frei fortbewegen kann. Mithilfe eines Raumanzugs kann er sich für eine begrenzte Zeit, bedingt durch die mitgeführte Menge an Sauerstoff, außerhalb seines Raumschiffs auch in lebensfeindlichen Umgebungen, wie dem luft- und schwerelosen Weltraum, sauerstoffarmen Planeten, unter Wasser oder heißen Gebieten, aufhalten. Der Raumanzug ist für die Fortbewegung im Weltraum und auf den Planeten, welche alle eine unterschiedlich starke Gravitation aufweisen, mit einem Raketenrucksack ausgestattet. Auf diesem Wege kann der Spieler auch Hindernisse wie Felsen oder Kluften überwinden, sofern die Gravitation nicht zu stark ist. Für die Fortbewegung mittels Raketenrucksack wird Treibstoff benötigt, welcher wie der Sauerstoff nur begrenzt mitgeführt werden kann. Kehrt der Spieler zu seinem Raumschiff zurück, kann er dort Sauerstoff und Treibstoff nachfüllen. Alternativ kann er seinen Sauerstoff in der Nähe von Bäumen und seinen Treibstoff bei Treibstoffflaschen auffüllen, die er selten auf den Planeten finden kann.
Zusätzlich kann er jederzeit auf ein Signalscope zurückgreifen, das verschiedene akustische Signale aus dem Weltall auffangen kann und den Spieler damit zu bisher unentdeckten Orten leiten kann, sofern er die zugehörige Frequenz bereits erlernt hat. Mithilfe eines kleinen Scout (engl., übersetzt: Kundschafter), der sich vom Raumschiff oder vom Raumanzug aus verschießen lässt, können Bilder seiner Umgebung aufgenommen, Räume erhellt, Untergründe auf ihre Beschaffenheit untersucht und Gefahrenquellen entdeckt werden.

## Handlung
Der Spieler schlüpft in die Rolle eines namenlosen außerirdischen Weltraumforschers und Astronauten, der sich auf seinen ersten Soloflug vorbereitet. Nachdem er auf seinem Heimatplaneten unfreiwillig mit einer Statue der Nomai, einer uralten und mysteriösen Rasse, die das System einst kolonisiert hatte, gepaart wurde, entdeckt der Spieler, dass er in einer Zeitschleife gefangen ist. Jede Schleife wird zurückgesetzt, wenn die Sonne nach 22 Minuten zur Supernova wird oder wenn der Spielercharakter anderweitig stirbt.
Der Spieler erfährt, dass die Nomai davon besessen waren das „Auge des Universums“ zu finden, eine massive Anomalie mit makroskopischer Quantenmechanik, die älter ist als das Universum selbst. Nachdem ihr Raumschiff in dem System gestrandet war und sie das Signal des Auges verloren hatten, bauten die Nomai eine Orbitalkanone, um Sonden zu verschießen, die das Auge visuell finden sollten. Die Chance, das Objekt mit einem zufälligen Schuss in den Weltraum visuell zu finden, war verschwindend gering, also entwickelten sie auch ein Gerät, das Projekt Zwillingsasche, um die Ergebnisse des Scans der Sonde 22 Minuten in die Vergangenheit zu schicken, so dass die Kanone unendlich oft „wiederverwendet“ werden konnte. Die für die Zeitreise benötigte Energiemenge war jedoch so hoch, dass die einzige Möglichkeit sie zu erhalten, eine Supernova gewesen wäre. Die Nomai wurden durch ein Aussterbeereignis ausgelöscht, nachdem sie den Bau dieser Projekte abgeschlossen hatten, aber bevor sie den Zeitschleifenprozess in Gang setzten.
Das Projekt Zwillingsasche ist jetzt in Betrieb, weil die Sonne auf natürliche Weise das Ende ihres Lebenszyklus erreicht hat. Die daraus resultierende Supernova speist Energie in das System, wodurch die Erinnerungen des Spielers in die Vergangenheit übertragen werden und die Kanone für einen weiteren Scan zurückgesetzt wird. Als der Spieler auf der Orbitalkanone eintrifft, erfährt er, dass die Zeitschleife schon mehrere Millionen Male durchlaufen wurde und die Sonde genauso oft bereits abgeschossen wurde, bevor sein Gedächtnis mit dem Projekt Zwillingsasche verbunden wurde. Inzwischen hat es die Sonde geschafft, die Koordinaten des Auges herauszufinden.
Mit diesem Wissen und dem aus dem Projekt Zwillingsasche entwendeten Energiekern, was zu einem Abschalten der Zeitschleife führt, ist der Spieler schließlich in der Lage, die Koordinaten des Auges in ein verlassenes interstellares Nomai-Schiff einzugeben, und zum Standort des Auges zu warpen. Dort entdeckt er, dass ihr Stern nicht der einzige ist, der zu einer Nova wird. Alle Sterne am Himmel haben das Ende ihrer Lebensspanne erreicht und das Universum steht kurz vor dem Ende. Beim Betreten des Auges trifft der Spieler auf Quantenversionen der verschiedenen Charaktere, mit denen er sich auf seinen Reisen angefreundet hatte, und gemeinsam erzeugen sie einen Urknall, aus dem ein neues Universum entsteht. Das Ende zeigt ein ähnliches Planetensystem mit neuen Lebensformen 14,3 Milliarden Jahre nach seiner Entstehung.

### Echoes of the Eye
Die Erweiterung Echoes of the Eye fügt dem Observatorium zu Beginn des Spiels ein neues Exponat hinzu, das den Weltraumsatelliten zeigt, der zur Erstellung der Karte des Sonnensystems des Spielers verwendet wird. Schon bald entdeckt der Spieler ein Objekt, das die Sonne in den Schatten stellt – ein rotierendes Schiff in Planetengröße, das in einem Tarnfeld verborgen ist. In diesem Schiff, das „der Fremde“ genannt wird, findet der Spieler Theater und stark beschädigte Dia-Rollen, die die Geschichte der Bewohner des Fremden erzählen, einer ausgestorbenen Rasse von Eulen- und Elch-ähnlichen Kreaturen.
Ähnlich wie die Nomai kamen auch die Bewohner der Fremden in das Sonnensystem, nachdem sie die Signale des Auges des Universums entdeckt hatten, gaben aber ihre Suche auf, als sie sahen, dass das Auge das Universum und alles darin zerstören würde. Nachdem sie ihre Denkmäler für das Auge zerstört und eine Vorrichtung gebaut hatten, um sein Signal für andere außerirdische Rassen zu blockieren, begannen die Bewohner zu bereuen, dass sie ihre Heimatwelt zerstört hatten, die sie für den Bau der Fremden unfruchtbar gemacht hatten. Die Bewohner schufen schließlich Artefakte und Schlafplätze, um in eine virtuelle Realität ihrer Heimatwelt zu gelangen.
Der Spieler lernt, wie er mit Hilfe von Artefakten in die Simulation eindringen kann, und entdeckt das aktive Bewusstsein der Bewohner, die dem Spieler feindlich gesinnt sind. Der Spieler findet schließlich Archive mit detaillierteren Aufzeichnungen über die Geschichte der Bewohner der Fremden sowie ein mit drei Siegeln gesichertes Gewölbe. Mit Hilfe der aus den Archiven gewonnenen Informationen über Störungen innerhalb der Simulation gelingt es dem Spieler schließlich, die drei Siegel des Gewölbes zu entriegeln und das Gewölbe zu öffnen, wobei er einen freundlichen Bewohner, den Gefangenen, entdeckt. Der Gefangene kommuniziert mit dem Spieler über einen telepathischen Projektionsstab und übermittelt eine Erinnerung, in der er den Signalblocker um das Auge vorübergehend ausgeschaltet hat, so dass die anderen Bewohner den Gefangenen in das Gewölbe zwangen, bevor er in die Simulation zurückkehrte und in der physischen Welt starb. Dann kehrt er in die Simulation zurück und stirbt in der physischen Welt. Der Spieler erklärt dem Gefangenen mit Hilfe des Stabs, wie seine Handlungen dazu führten, dass die Nomai das Signal des Auges entdeckten und in das Sonnensystem eindrangen, wodurch die Ereignisse des Spiels in Gang gesetzt wurden.
Nachdem er erfahren hat, dass seine Taten nicht umsonst waren, verlässt der Gefangene das Gewölbe und lässt seinen Stab zurück. Daraufhin erscheint eine Vision, die den Gefangenen und den Spieler zusammen auf einem Floß zeigt, das auf einem Fluss in den Sonnenaufgang hinausfährt. Wenn der Spieler nach dem Treffen mit dem Gefangenen zum Auge des Universums reist, findet er eine Quantenversion des Gefangenen, der mit dem Spieler zusammenarbeitet, um das neue Universum zu erschaffen.

## Entwicklung

### Entstehung der Idee und frühe Entwicklung
Outer Wilds begann als Masterarbeit von Alex Beachum in der USC Interactive Media & Games Division und entwickelte sich zu einer kommerziellen Vollproduktion. Er begann das Projekt Ende 2012 für seine einjährige Abschlussarbeit und „Advanced Game Project“-Aufgabe. Beachum hatte bereits als Kind einen dreidimensionalen Platformer aus Legosteinen gebaut und war nicht an einer Karriere im Spielebereich interessiert, bis er sich für das Interactive Media Programm bewarb.

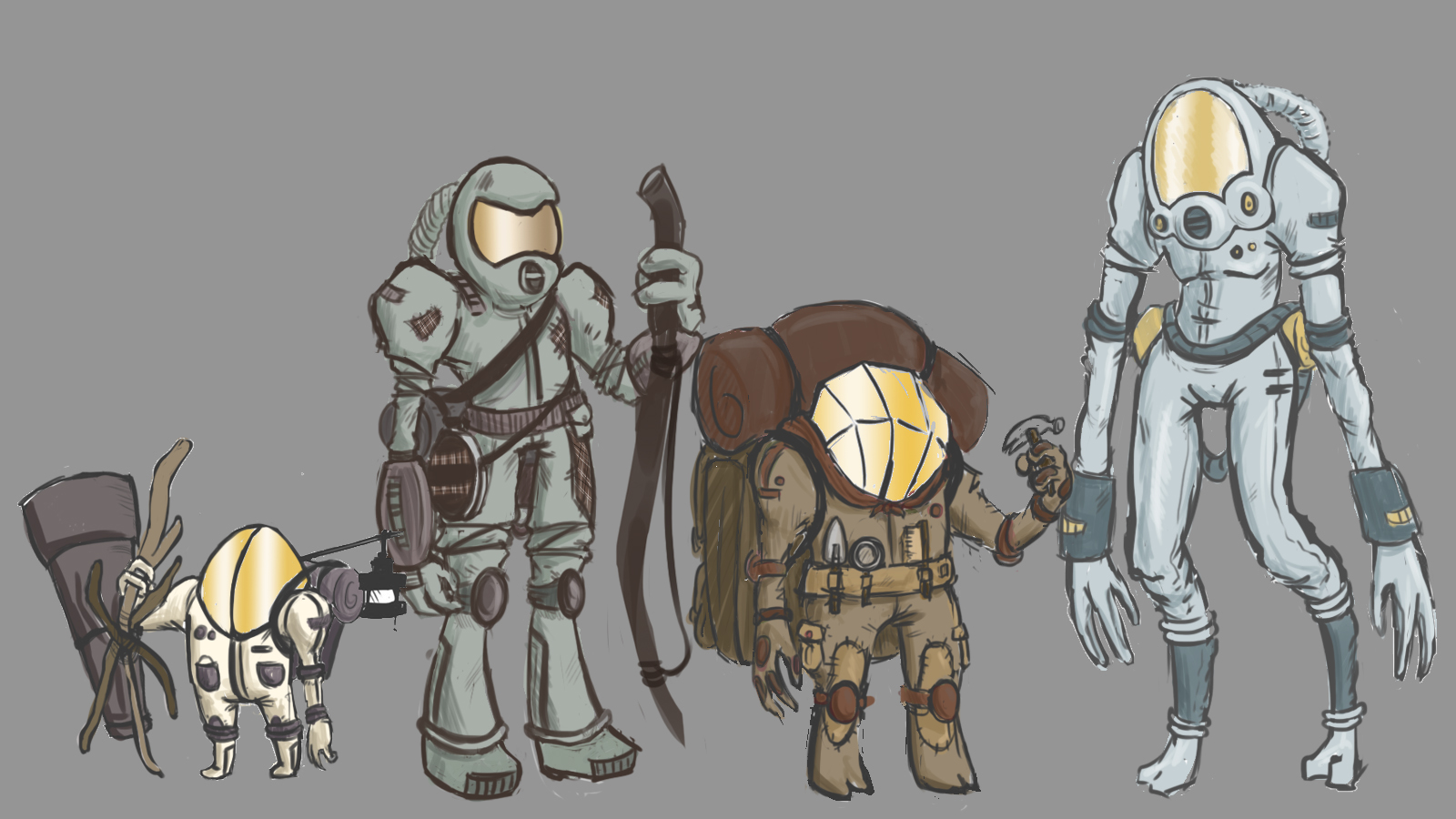
Frühe Konzeptzeichnung für Nicht-Spieler-Charaktere in Outer Wilds

Beachums ursprüngliche Idee war es, den „Geist der Weltraumforschung“ der Filme Apollo 13 und 2001: Odyssee im Weltraum in einer unkontrollierbaren Umgebung nachzubilden und ein zielloses Open-World-Spiel zu entwickeln, in dem die Erkundung die Fragen des Spielers befriedigt, ohne sich „ziellos“ anzufühlen. Beachum orientierte sich an den Nicht-Spieler-Charakteren des Videospiels The Legend of Zelda: The Wind Waker, die Geschichten über ferne Länder erzählen, um den Spieler zu verlocken, diese Gebiete selbst zu erkunden. Das Spiel verwendet ein Camping-Motiv, das Beachums persönliches Interesse am Rucksacktourismus widerspiegelt und gleichzeitig betont, dass der Spieler-Charakter weit weg von seiner Heimat und allein in dieser Galaxie ist. Während Journalisten die Zeitschleifen-Mechanik von Outer Wilds mit der des Videospiels The Legend of Zelda: Majora's Mask vergleichen, merkt Beachum an, dass diese Mechanik in Outer Wilds in erster Linie verwendet wird, „um die Schaffung von groß angelegten dynamischen Systemen zu ermöglichen“, im Gegensatz zum „Herumspielen mit Kausalität“ wie in Majora's Mask.
Die ursprünglichen Mitglieder des Entwicklungsteams waren Studenten der University of Southern California, des Laguna College of Art and Design und des Atlantic University College. Beachums Team arbeitete zunächst mit „Papierprototypen“ und einer „Tabletop-Rollenspiel-Sitzung“, um eine Geschichte zu entwickeln. Das Team baute das Spiel in der Unity3D-Spielengine. Später schrieben sie das Spiel als Textadventure in Processing. Nach Beachums Abschluss stellte das Projekt Mitglieder in Vollzeit ein, um auf eine kommerzielle Veröffentlichung hinzuarbeiten, mit Beachum als Creative Director.

### Übernahme durch Mobius Digital
Der japanische Schauspieler Masi Oka, der bereits Erfahrung als Programmierer hatte und Mobius Digital gründete, um mobile Spiele zu entwickeln, hatte die Demo-Version von Outer Wilds während eines Demo-Tages für die USC Interactive Media & Games Gruppen gesehen. Oka sah die Chance sein Team zu erweitern und stellte das gesamte Team hinter dem Spiel in seinem Studio ein, um den Titel zur Entwicklung zu bringen. Das Spiel wurde der erste Titel der auf der neuen, auf Videospiele spezialisierten Crowdfunding-Website Fig unterstützt wurde, die im August 2015 gestartet wurde. Eine Alphaversion des Spiels wurde 2015 auf der Seite des Entwicklers kostenlos zur Verfügung gestellt.
Im März 2018 gab Mobius Digital bekannt, dass es finanzielle Unterstützung vom Publisher Annapurna Interactive erhalten hat, der die Investition und die Rechte von Fig übernommen hat, und dass die Veröffentlichung für 2018 geplant ist. Mobius gab später im Juni 2018 Pläne bekannt, das Spiel auch für die Spielkonsole Xbox One zu veröffentlichen. Im Dezember 2018 wurde bekannt gegeben, dass sich die Veröffentlichung des Spiels bis 2019 verzögern würde. Im Austausch für zusätzliche finanzielle Unterstützung kündigte Mobius an, dass die erste Veröffentlichung des Spiels für PC-Nutzer eine zeitlich begrenzte Exklusivität auf der Vertriebsplattform Epic Games Store sein würde. Da ursprünglich angekündigt wurde, dass Fig-Investoren auf der Vertriebsplattform Steam Einlöseschlüssel für das Spiel erhalten würden, beschwerten sich einige Backer über die Änderung; Nutzer des Betriebssystems Linux merkten an, dass der Epic Games Store kein für das Linux-kompatibles Frontend hat, so dass sie durch die Änderung keine Wahl hatten.

### Veröffentlichung
Outer Wilds wurde am 30. Mai 2019 für PC über den Epic Games Store sowie auf der Xbox One veröffentlicht. Eine Version für die Spielkonsole PlayStation 4 wurde am 15. Oktober 2019 veröffentlicht, die PC-Version für Steam am 18. Juni 2020. Eine PlayStation-4-Einzelhandelsversion wurde von dem Spielepublisher Limited Run Games im Jahr 2020 veröffentlicht. Eine Erweiterung namens Echoes of the Eye wurde am 28. September 2021 für alle Plattformen veröffentlicht.
Eine Portierung für die Spielkonsole Nintendo Switch erschien am 7. Dezember 2023.

## Rezeption
Outer Wilds erhielt laut dem Wertungs-Aggregator Metacritic „allgemein positive“ Kritiken. Auf dem von der Game Developers Conference gesponserten Independent Games Festival 2015 gewann Outer Wilds in den Kategorien Seumas McNally Grand Prize und Excellence in Design. Es war eine lobende Erwähnung in den Kategorien Excellence in Narrative und Nuovo Award. Das Spiel wurde von mehreren Publikationen als eines der besten Spiele des Jahres 2019 aufgeführt, Polygon und Paste führten es außerdem auf ihren Listen der „besten Spiele des Jahrzehnts“ auf.
Colin Campbell von Polygon lobte die Gesamterzählung und die Meta-Puzzles des Spiels. Brendan Caldwell, der für Rock, Paper, Shotgun schreibt, mochte die Erkundung der Umgebung und den Schreibstil des Spiels, kritisierte aber, dass sich das Auslaufen der Zeit bei einigen Rätseln wie eine „Unterbrechung“ anfühlte. Josh Tolentino von Destructoid schätzte die offene Natur der Welt von Outer Wilds und wie sie den Spieler Entdeckungen machen ließ.

### Auszeichnungen
| Preisverleihung                    | Kategorie                                 | Resultat  | Datum |
| ---------------------------------- | ----------------------------------------- | --------- | ----- |
| Independent Games Festival Awards  | Seumas McNally Grand Prize                | Gewonnen  | 2015  |
| Independent Games Festival Awards  | Excellence in Design                      | Gewonnen  | 2015  |
| Game Critics Awards                | Best Independent Game                     | Nominiert | 2018  |
| Golden Joystick Awards             | Best Storytelling                         | Nominiert | 2019  |
| Golden Joystick Awards             | Best Visual Design                        | Nominiert | 2019  |
| Golden Joystick Awards             | Best Indie Game                           | Gewonnen  | 2019  |
| Golden Joystick Awards             | Best Audio                                | Nominiert | 2019  |
| Golden Joystick Awards             | Xbox Game of the Year                     | Nominiert | 2019  |
| Golden Joystick Awards             | Ultimate Game of the Year                 | Nominiert | 2019  |
| The Game Awards                    | Best Game Direction                       | Nominiert | 2019  |
| The Game Awards                    | Best Independent Game                     | Nominiert | 2019  |
| The Game Awards                    | Fresh Indie Game (Mobius Digital)         | Nominiert | 2019  |
| DICE Awards                        | Game of the Year                          | Nominiert | 2020  |
| DICE Awards                        | Outstanding Achievement in Game Design    | Nominiert | 2020  |
| DICE Awards                        | Outstanding Achievement in Game Direction | Nominiert | 2020  |
| DICE Awards                        | Outstanding Achievement in Story          | Nominiert | 2020  |
| Game Developers Choice Awards      | Game of the Year                          | Nominiert | 2020  |
| Game Developers Choice Awards      | Best Debut (Mobius Digital)               | Nominiert | 2020  |
| Game Developers Choice Awards      | Best Design                               | Nominiert | 2020  |
| Game Developers Choice Awards      | Innovation Award                          | Nominiert | 2020  |
| Game Developers Choice Awards      | Best Narrative                            | Nominiert | 2020  |
| British Academy Video Games Awards | Bestes Spiel                              | Gewonnen  | 2020  |
| British Academy Video Games Awards | Spieldesign                               | Gewonnen  | 2020  |
| British Academy Video Games Awards | Soundtrack                                | Nominiert | 2020  |
| British Academy Video Games Awards | Erzählung                                 | Nominiert | 2020  |
| British Academy Video Games Awards | Original Property                         | Gewonnen  | 2020  |